# Titoli nobiliari serbi
Sul finire del XIII secolo, durante il regno di Stefan Milutin in Serbia, iniziarono a svilupparsi i primi titoli nobiliari serbi, ovvero quei titoli concessi all'aristocrazia locale.

## Storia
Durante il regno di re Stefan Milutin (r. 1282–1321) la gerarchia di corte serba iniziò ad essere organizzata su una serie di titoli locali: stavilac, čelnik, kaznac, tepčija e vojvoda, il titolo più alto tra quelli concessi. Nella Bolla d'oro di Dečani, re Stefan Dečanski (r. 1321–1331) menzionò il fatto che i dignitari di corti presenti all'assemblea di Dečani erano organizzati secondo titoli nobiliari precisi come kaznac, tepčija, vojvoda, sluga e stavilac.
Durante il regno e poi l'impero serbo, molti titoli bizantini vennero recuperati in uso come ad esempio quello di sevast, protosevast e sevastokrator. Dopo l'incoronazione di Stefan Dušan come imperatore (1346), vi fu un ulteriore incremento della bizantinizzazione della corte serba, specialmente nei titoli e nelle cerimonie di corte. Da questa nuova posizione, Dušan poté garantire dei titoli che solo un imperatore avrebbe potuto concedere, come quelli di despota, sevastokrator e ćesar. L'alta nobiltà – magnati (velikaš o velmože) - affiancò questi titoli ai titoli tradizionali di vojvoda, veliki župan, ecc.

## Titoli nobiliari
Titoli di corte
- župan. I serbi nel medioevo erano organizzati in divisioni amministrative dette župa (pluraležupe), una confederazione di villaggi e comunità (equivalente forse alle moderne contee inglesi), capeggiata da un locale župan (un magistrato o governatore). Secondo lo storico Fine, questi governatorati erano ereditari e lo župan era in rapporto diretto col principe in Serbia. Questo titolo successivamente riuscì ad evolversi in veliki župan.
- veliki župan. Il titolo indicava signoria con un ruolo inferiore allo župan.[3] Venne originariamente utilizzato dagli stessi sovrani serbi tra XI e XII secolo. Successivamente fu un alto rango di corte per funzionari come Altoman Vojinovic (fl. 1335–59).
- vojvoda (letteralmente "capo di guerra", belli dux). Ufficiale militare anziano, di rango militare equivalente a generale e nel contempo anche governatore (equivalente al dux romano e al moderno "condottiero" o più impropriamente "duca"), era il titolo di corte più alto al tempo di Stefan Milutin (1282–1321). Venne successivamente conosciuto come veliki vojvoda.
- knez. Tradotto con "duca" o "principe".
- kefalija. Il primitivo titolo dir župan venne abolito e rimpiazzato col titolo di derivazione greca kefalija (kephale, "capo, maestro") durante il regno dell'imperatore Stefan Dušan.[4]
- kaznac (letteralmente "giustiziere"). Incaricato della gestione del tesoro del territorio sotto la sua giurisdizione, kaznacina,[5] derivato dalla kazna ("pena").[6] Era l'equivalente del camerarius occidentale (ciambellano).

tepcija. 
- gospodar  o gospodin ("signore").
- celnik (letteralmente "capo"). Durante il regno di Stefan Milutin (1282–1321), i titolari di questo titolo erano incaricati della sicurezza delle proprietà appartenenti alla chiesa locale e pertanto egli aveva la funzione di giudice esecutore delle decisioni sovrane, soprattutto nelle dispute tra nobiltà e clero. Durante il regno di Stefan Decanski (1321–31) vi furono in tutto due o tre titolati di questa categoria. Durante il regno di Stefan Dušan, il titolo di veliki celnik venne menzionato per la prima volta. Dopo Jovan Oliver e Dimitrije, sembra che il titolo non sia stato più assegnato alla corte di Stefan Dušan (r. 1331–55).
- stavilac (letteralmente "piazzatore"). Simile all'incarico di corte bizantino del domestikos e coppiere (Pinkernēs, noto in serbo come peharnik).[7] Aveva un ruolo cerimoniale alla mensa del sovrano, anche se di norma prendeva parte anche ad altri rituali di corte. Secondo gli studi di Rade Mihaljcic, l'incaricato aveva il compito di procacciare, preparare e servire il cibo alla mensa reale. Questo compito era di grande importanza perché proprio a tavola potevano avvenire i principali avvelenamenti e per questo spesso veniva dato ai nobili di maggior fiducia del sovrano. La più antica attestazione di questo titolo risale all'epoca di re Stefan Milutin (r. 1282–1321), quando il titolo venne detenuto da Ðuraš Vrancic. Il titolo di stavilac era indicato come ultimo alla corte serba dietro il celnik, kaznac, il tepcija ed il vojvoda. Esso era ad ogni modo prestigioso e permetteva al detentore di essere sempre molto vicino al monarca. Non ci sono giunte particolari informazioni sull'uso del titolo nei tempi antichi, ma informazioni più consistenti risalgono all'epoca di Stefan Dušan (r. 1331–1355).
- protovestijar o veliki kaznac. Dal bizantino protovestiarios, ministro delle finanze, tra cui Nikola, Petar, Ivan, Marin
- despot. Dal bizantino despotes.
- kesar. Dal bizantino kaísar, e dal latino caesar, incluse tra i detentori Grgur Golubic,
- domestik. Dal bizantino domestikos. Poi venne introdotto il titolo di veliki domestik.
- logotet. Finanziario, dal bizantino logothetes. Successivamente venne introdotto il titolo di veliki logotet.
- cauš e veliki cauš
- sluga. Un incarico di corte speciale, simile allo stavilac. Poi elevato a veliki sluga, equivalente di megas domestikos.
- komornik
- dijak
- peharnik

Cariche onorifiche
- vitez ("cavaliere"). Il titolo era detenuto da Palman, un nobile della Stiria che servì sotto Stefan Dušan (1331–55) come guardia del corpo e comandante mercenario anche sotto Ðuraš Ilijic.
- sevast. Dal bizantino sebastos, col significato di "venerabile" (equivalente al romano augustus).
- protosevast. Dal bizantino protosebastos. Tra i detentori si includeva Hrelja.
- sevastokrator.